# Liste der Kulturdenkmale in Kiel-Mettenhof
In der Liste der Kulturdenkmale in Kiel-Mettenhof sind alle Kulturdenkmale des Stadtteils Mettenhof der schleswig-holsteinischen Landeshauptstadt Kiel aufgelistet (Stand: 10. März 2025).
Die Bodendenkmale sind in der Liste der Bodendenkmale in Kiel aufgeführt.

## Legende
In den Spalten befinden sich folgende Informationen:
- Objekt-ID: die Nummer des Kulturdenkmales
- Lage: die Adresse des Kulturdenkmales und die geographischen Koordinaten. Kartenansicht, um Koordinaten zu setzen. In der Kartenansicht sind Kulturdenkmale ohne Koordinaten mit einem roten Marker dargestellt und können in der Karte gesetzt werden. Kulturdenkmale ohne Bild sind mit einem blauen Marker gekennzeichnet, Kulturdenkmale mit Bild mit einem grünen Marker.
- Offizielle Bezeichnung: Bezeichnung des Kulturdenkmales
- Beschreibung: die Beschreibung des Kulturdenkmales
- Bild: ein Bild des Kulturdenkmales

## Mettenhof
| Objekt-ID     | Lage                                              | Offizielle Bezeichnung               | Beschreibung | Bild                             |
| ------------- | ------------------------------------------------- | ------------------------------------ | --- | -------------------------------- |
| 8487          | Narvikstraße 7 – 9 (54° 19′ 45″ N, 10° 3′ 15″ O)  | Fachhallenhaus                       | Hofanlage mit reetgedecktem Fachhallenhaus (1843/44). Alteintragung (Aktualisierung vorgesehen) - Begründung: Alteintragung (Aktualisierung vorgesehen) - Schutzumfang: Alteintragung (Aktualisierung vorgesehen) - Denkmaltyp: Bauliche Anlage                                     | Fotos hochladen                  |
| 22775         | Narvikstraße 7 – 9 (54° 19′ 46″ N, 10° 3′ 14″ O)  | Stallscheune                         | Alteintragung (Aktualisierung vorgesehen) - Begründung: Alteintragung (Aktualisierung vorgesehen) - Schutzumfang: Alteintragung (Aktualisierung vorgesehen) - Denkmaltyp: Bauliche Anlage                                                                                           | Fotos hochladen                  |
| 22776         | Narvikstraße 7 – 9 (54° 19′ 47″ N, 10° 3′ 16″ O)  | Backhaus                             | Alteintragung (Aktualisierung vorgesehen) - Begründung: Alteintragung (Aktualisierung vorgesehen) - Schutzumfang: Alteintragung (Aktualisierung vorgesehen) - Denkmaltyp: Bauliche Anlage                                                                                           | Fotos hochladen                  |
| 22777         | Narvikstraße 7 – 9 (54° 19′ 46″ N, 10° 3′ 16″ O)  | Schuppen                             | Alteintragung (Aktualisierung vorgesehen) - Begründung: Alteintragung (Aktualisierung vorgesehen) - Schutzumfang: Alteintragung (Aktualisierung vorgesehen) - Denkmaltyp: Bauliche Anlage                                                                                           | Fotos hochladen                  |
| 22778         | Narvikstraße 7 – 9 (54° 19′ 46″ N, 10° 3′ 15″ O)  | Hofpflaster                          | Alteintragung (Aktualisierung vorgesehen) - Begründung: Alteintragung (Aktualisierung vorgesehen) - Schutzumfang: Alteintragung (Aktualisierung vorgesehen) - Denkmaltyp: Bauliche Anlage                                                                                           | BW                               |
| 1610 Wikidata | Stockholmstraße 159 (54° 19′ 43″ N, 10° 3′ 26″ O) | Hof Akkerboom: Haupthaus             | Das Gebäude wurde in der Nacht zum 10. August 2015 durch ein Feuer zerstört. Alteintragung (Aktualisierung vorgesehen) - Begründung: geschichtlich, städtebaulich, Kulturlandschaft prägend - Schutzumfang: Alteintragung (Aktualisierung vorgesehen) - Denkmaltyp: Bauliche Anlage | weitere Fotos \| Fotos hochladen |
| 12201         | Stockholmstraße 159 (54° 19′ 44″ N, 10° 3′ 27″ O) | Hof Akkerboom: östliche Scheune      | Alteintragung (Aktualisierung vorgesehen) - Begründung: Alteintragung (Aktualisierung vorgesehen) - Schutzumfang: Alteintragung (Aktualisierung vorgesehen) - Denkmaltyp: Bauliche Anlage                                                                                           | Fotos hochladen                  |
| 12202         | Stockholmstraße 159 (54° 19′ 45″ N, 10° 3′ 26″ O) | Hof Akkerboom: westliche Scheune     | Alteintragung (Aktualisierung vorgesehen) - Begründung: Alteintragung (Aktualisierung vorgesehen) - Schutzumfang: Alteintragung (Aktualisierung vorgesehen) - Denkmaltyp: Bauliche Anlage                                                                                           | Fotos hochladen                  |
| 12203         | Stockholmstraße 159 (54° 19′ 44″ N, 10° 3′ 26″ O) | Hof Akkerboom: gepflasterter Hofraum | Alteintragung (Aktualisierung vorgesehen) - Begründung: Alteintragung (Aktualisierung vorgesehen) - Schutzumfang: Alteintragung (Aktualisierung vorgesehen) - Denkmaltyp: Bauliche Anlage                                                                                           | Fotos hochladen                  |

## Quelle
- Liste der Kulturdenkmale in Schleswig-Holstein – Landeshauptstadt Kiel (PDF)

- Karte mit allen Koordinaten:
- OSM |
- WikiMap